# Elizabeta Samara
Elizabeta Samara (née le 15 avril 1989 à Constanţa) est une pongiste roumaine. Elle est n°1 dans son pays, n°5 en Europe, et n°28 mondiale en 2014. Elle a remporté à trois reprises le championnat d'Europe en double. Elle a participé aux Jeux olympiques de 2008, 2012, 2016 et Jeux olympiques d'été de 2020. Elle remporte l'Open du Brésil ITTF en 2013. Elle remporte le titre en simple dames lors des Championnats d'Europe de tennis de table 2015.
Elle est médaillée d'argent par équipes lors des Jeux européens de 2019. 
Elle fait ensuite partie de l'équipe de Roumanie médaillée d'argent aux Championnats d'Europe de tennis de table 2021 à Cluj.
Elle est médaillée d'or par équipe dames et médaillée de bronze en simple dames lors des Jeux européens de 2023.
Avec sa taille de 1,71 mètre, elle fait partie des plus grandes joueuses de la scène internationale féminine.